# Тальменский сельсовет
Тальменский сельсовет — сельское поселение в Искитимском районе Новосибирской области Российской Федерации.
Административный центр — село Тальменка.

## История
Статус и границы сельского поселения установлены Законом Новосибирской области от 2 июня 2004 года № 200-ОЗ «О статусе и границах муниципальных образований Новосибирской области»

## Население
| 2002  | 2010  | 2012  | 2013  | 2014  | 2015  | 2016  |
| ----- | ----- | ----- | ----- | ----- | ----- | ----- |
| 2352  | ↗2412 | ↗2453 | ↗2601 | ↘2584 | ↗2622 | ↗2663 |
| 2017  | 2018  | 2019  | 2020  | 2021  |       |       |
| ↘2657 | ↘2608 | ↘2555 | ↘2517 | ↘2489 |       |       |

## Состав сельского поселения
| № | Населённый пункт | Тип населённого пункта       | Население |
| - | ---------------- | ---------------------------- | --------- |
| 1 | Барабка          | посёлок                      | ↘294      |
| 2 | Елбаши           | село                         | ↘270      |
| 3 | Калиновка        | деревня                      | ↘182      |
| 4 | Логовой          | посёлок                      | ↘11       |
| 5 | Тальменка        | село, административный центр | ↘1655     |